# Sant’Oreste (Olaszország)
Sant'Oreste település Olaszországban, Lazio régióban, Róma megyében. Lakosainak száma 3479 fő (2023. január 1.). Sant’Oreste Civitella San Paolo, Civita Castellana, Faleria, Nazzano, Ponzano Romano, Rignano Flaminio és Stimigliano községekkel határos.

## Népesség
A település lakossága az elmúlt években az alábbi módon változott:
| Lakosok száma | 3675 | 3648 | 3479 |
|               | 2017 | 2018 | 2023 |